# Saint-Martin-de-Sanzay
Saint-Martin-de-Sanzay är en kommun i departementet Deux-Sèvres i regionen Nouvelle-Aquitaine i västra Frankrike. Kommunen ligger i kantonen Thouars 2e Canton som tillhör arrondissementet Bressuire. År 2022 hade Saint-Martin-de-Sanzay 1 037 invånare.

## Befolkningsutveckling
Antalet invånare i kommunen Saint-Martin-de-Sanzay
| Referens: INSEE |